# Geoffrey Dummer

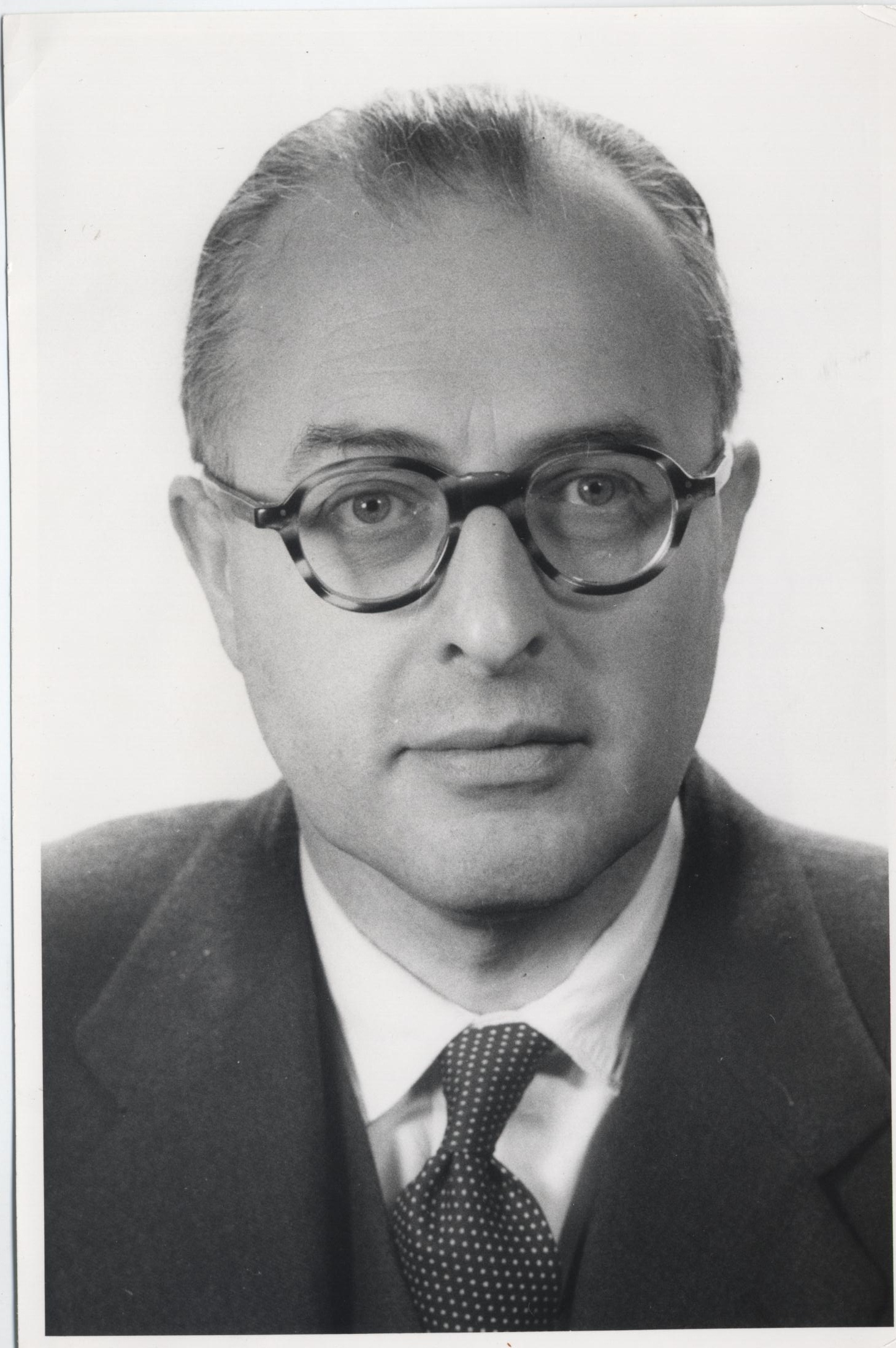
Geoffrey Dummer

Geoffrey William Arnold Dummer, BE (1945), C. Eng., IEE Premium Award, FIEEE, MIEE, USA Medal of Freedom with Bronze Palm (25 de fevereiro de 1909 - 9 de setembro de 2002) foi um engenheiro eletrônico e consultor inglês, considerado a primeira pessoa a popularizar os conceitos que levaram à desenvolvimento do circuito integrado, comumente chamado de microchip, no final dos anos 1940 e início dos anos 1950.

## Carreira
Dummer foi aprovado nos primeiros instrutores de radar e se tornou um pioneiro da engenharia de confiabilidade no Estabelecimento de Pesquisa em Telecomunicações em Malvern na década de 1940. Dummer estudou engenharia elétrica no Manchester College of Technology a partir do início dos anos 1930. No início da década de 1940, ele trabalhava no Estabelecimento de Pesquisa em Telecomunicações em Malvern (que mais tarde se tornaria o Estabelecimento de Radar Real).
Seu trabalho com colegas do TRE o levou a acreditar que seria possível fabricar vários elementos de circuito em uma substância como o silício. Em 1952 ele se tornou uma das primeiras pessoas a falar publicamente sobre o tema dos circuitos integrados, apresentando seu trabalho conceitual em uma conferência em Washington, DC. Como resultado, ele foi chamado de "o profeta do circuito integrado".
Dummer foi internado em uma casa de repouso em Malvern em 2000 devido a um derrame e morreu em setembro de 2002, aos 93 anos.

## Publicações

### Livros
- Fixed Capacitors (Pitman 1956)
- Fixed Resistors (Pitman 1956)
- Variable Resistors and Potentiometers (Pitman 1956)
- Variable Capacitors and Trimmers (Pitman 1957)
- Electronic Equipment Reliability (com N. Griffin) (Pitman/Wiley 1960)
- Fixed & Variable Capacitors (com H. M. Nordenburg) (McGraw-Hill 1960)
- Microminiaturization: Proceedings of the AGARD Conference 1961 (Pergamon 1961)
- Miniature & Microminiature Electronics (com J. Wiley Granville) (Pitman 1961)
- Electronic Equipment Design & Construction (com Cledo Brunetti & Low K. Lee) (McGraw-Hill 1961)
- Wires & R.F. Cables (com W. T. Blackband) (Pitman 1961)
- Environmental Testing Techniques for Electronics & Materials (Pergamon 1962)
- British Transistor Diode & Semiconductor Devices Annual 1962–63 (com J. Mackenzie-Robertson) (Pergamon 1962)
- Electronic Components, Tubes and Transistors (Pergamon 1963)
- World Lists of Electronic & Component Specifications (1963 & later) (com J. Mackenzie-Robertson)
- Solid Circuits & Miniaturization – Proceedings of the Conference held at West Ham College of Technology June 1963 (Macmillan/Pergamon 1964)
- Proceedings of the First Microelectronics Lecture Course (United Trade, London 1965)
- Electronics Reliability – Calculations & Design (Commonwealth & International Library 1966)
- Modern Electronic Components (NY Philosophical Lib. 1959, Pitman 1966)
- Japanese Miniature Electronic Components Data 1966–67 (Pergamon 1966)
- Connectors, Relays & Switches (com N. E. Hyde) (Pitman 1966)
- Medical Electronics Equipment 1966–67 (com J. Mackenzie-Robertson) (eds) (também edições posteriores)
- Educational Electronics Equipment 1966–67 (Pergamon 1967)
- Fluidic Components & Equipment 1968–69 (Pergamon 1968)
- Anglo-American Microelectronics Data (1968) (com J. Mackenzie-Robertson)
- German Miniature Electronic Components & Assemblies Data (1968)
- Electronic Connections, Techniques and Equipment (Pergamon 1969) (com J. Mackenzie-Robertson)
- Materials for Conductive and Resistive Functions (Hayden 1970)
- Automobile Electronic Equipment 1970–71 (Pergamon)
- Banking Automation (1971)
- Electronic Inventions 1745–1976 (Elsevier 1976, Pergamon 1977)
- Semiconductor & Microprocessor Technology – Selected Papers Presented at the SEMINEX Technical Seminar (Elsevier 1978)
- Electronic Inventions and Discoveries: Electronics from Its Earliest Beginnings to the present Day (Ifac Proceedings Series) (Pergamon 1983)
- The Timetable of Technology (ed) (Hearst 1982)
- An Elementary Guide to Reliability (Butterworth-Heinemann 1997) (edições posteriores com R. C. Winton e Michael H. Tooley).
- Newnes Dictionary of Electronics (Newnes 1999) (com S. W. Amos e Roger Amos)
- The Electronics Book List (com J. Mackenzie-Robertson)

### Journals
- (International Journal) Microelectronics and Reliability (Elsevier Science) – Editor fundador